# Effectieve dosis (farmacologie)
De effectieve dosis (ED) is de dosis of hoeveelheid farmacon die bij een bepaald deel van de (test)populatie een therapeutisch effect (de bedoelde werking) geeft. Deze waarde is specifiek voor elk geneesmiddel en afhankelijk van de toedieningsvorm.
Een ED50-waarde geeft de dosis weer waarbij 50% van de populatie een therapeutisch effect ondervindt (ED10 10%, ED20 20%, etc). De effectieve dosis wordt vaak bepaald door het analyseren van de dosis-respons relatie.